# Ceroprepes fartakensis
Ceroprepes fartakensis är en fjärilsart som beskrevs av Hans Rebel 1931. Ceroprepes fartakensis ingår i släktet Ceroprepes och familjen mott. Inga underarter finns listade i Catalogue of Life.